# 육십이견
62견(六十二見)은 초기불교 경전 등에서 외도(外道)의 모든 견해 또는 사상을 62종으로 분류한 것을 말한다. '62가지의 모든 (외도의) 견해'라는 뜻에서 62제견(六十二諸見) 또는 '62가지의 (외도의) 견해와 내용'이라는 뜻에서 62견취(六十二見趣)라고도 불리며, 간단히 줄여서 62(六十二)라고도 한다.
《장아함경》 제14권 〈21. 범동경〉(梵動經),  《불설범망육십이견경》(佛說梵網六十二見經), 《디가 니까야》 제1경 〈브라흐마잘라 숫따〉(Brahmajāla Sutta, 범망경, 梵網經)에서 고타마 붓다는 외도의 견해로는 총 62가지 견해가 있다고 설하고 있는데, 혜원은  《대승의장》 제6권에서 《장아함경》의 〈21. 범동경〉에 나오는 표현을 사용하여 아래 표의 1행의 왼쪽에 있는 목록과 같이 분류하고 있다. 표의 1행의 가운데에 있는 목록은 《유가사지론》 제87권에 따른 분류명이다. 표의 1행의 오른쪽에 있는 목록은 《아비달마대비바사론》 제199권에 따른 분류명이다. 표의 2행의 왼쪽에 있는 목록은 《불설범망육십이견경》에 대한 고려대장경연구소의 해제에 따른 분류명이다. 표의 2행의 오른쪽에 있는 목록은 Bhikkhu Bodhi가 팔리어 경전에서 영역한 《디가 니까야》의 〈브라흐마잘라 숫따〉에 따른 분류명이다.
| 대승의장 - 본겁본견(本劫本見) - 18견 - 상론(常論) - 4견 - 역상역무상론(亦常亦無常論) - 4견 - 변무변론(邊無邊論) - 4견 - 종종론(種種論) - 4견 - 무인이유론(無因而有論) - 2견 - 말겁말견(末劫末見) - 44견 - 유상론(有想論) - 16견 - 무상론(無想論) - 8견 - 비유상비무상론(非有想非無想論) - 8견 - 단멸론(斷滅論) - 7견 - 현재니원론(現在泥洹論) - 5견                                                                                      | 유가사지론 - 18제악견취(十八諸惡見趣) - 18견 - 상견론(常見論) - 4견 - 일분상견론(一分常見論) - 4견 - 유변무변상론(有邊無邊想論) - 4견 - 불사교란론(不死矯亂論) - 4견 - 무인론(無因論) - 2견 - 44제악견취(四十四諸惡見趣) - 44견 - 유상론(有想論) · 유견상론(有見想論) - 16견 - 무상론(無想論) - 8견 - 비유상비무상론(非有想非無想論) - 8견 - 단견론(斷見論) - 7견 - 현법열반론(現法涅槃論) - 5견 | 아비달마대비바사론 - 전제분별견(前際分別見) - 18견 - 변상론(遍常論) - 4견 - 일분상론(一分常論) - 4견 - 유변등론(有邊等論) - 4견 - 불사교란론(不死矯亂論) - 4견 - 무인생론(無因生論) - 2견 - 후제분별견(後際分別見) - 44견 - 유상론(有想論) - 16견 - 무상론(無想論) - 8견 - 비유상비무상론(非有想非無想論) - 8견 - 단견론(斷見論) - 7견 - 현법열반론(現法涅槃論) - 5견 |
| 불설범망육십이견경 해제 - 과거에 관한 18종의 사견 - 18견 - 상주불멸론(常住不滅論) - 4견 - 반상반무상론(半常半無常論) - 4견 - 세계유한무한론(世界有限無限論) - 4견 - 이문이답론(異問異答論) - 4견 - 본무금유론(本無今有論) - 2견 - 미래에 관한 44종의 사견 - 44견 - 사후유상론(死後有想論) - 16견 - 사후무상론(死後無想論) - 8견 - 사후비유상비무상론(死後比喩想非無想論) - 8견 - 공무론(空無論) - 7견 - 현재득무위론(現在得無爲論) - 5견 | 브라흐마잘라 숫따(Brahmajāla Sutta) - Speculations about the Past (Pubbantakappika) - 18 views - Eternalism (Sassatavāda) - 4 views - Partial-Eternalism (Ekaccasassatavāda) - 4 views - Doctrines of the Finitude and Infinity of the World (Antānantavāda) - 4 views - Doctrines of Endless Equivocation (Amarāvikkhepavāda) - 4 views - Doctrines of Fortuitous Origination (Adhiccasamuppannavāda) - 2 views - Speculations about the Future (Aparantakappika) - 44 views - Doctrines of Percipient Immortality (Saññīvāda) - 16 views - Doctrines of Non-percipient Immortality (Asaññīvāda) - 8 views - Doctrines of Neither Percipient Nor Non-Percipient Immortality (N'evasaññī-nāsaññīvāda) - 8 views - Annihilationism (Ucchedavāda) - 7 views - Doctrines of Nibbāna Here and Now (Diṭṭhadhammanibbānavāda) - 5 views | 브라흐마잘라 숫따(Brahmajāla Sutta) - Speculations about the Past (Pubbantakappika) - 18 views - Eternalism (Sassatavāda) - 4 views - Partial-Eternalism (Ekaccasassatavāda) - 4 views - Doctrines of the Finitude and Infinity of the World (Antānantavāda) - 4 views - Doctrines of Endless Equivocation (Amarāvikkhepavāda) - 4 views - Doctrines of Fortuitous Origination (Adhiccasamuppannavāda) - 2 views - Speculations about the Future (Aparantakappika) - 44 views - Doctrines of Percipient Immortality (Saññīvāda) - 16 views - Doctrines of Non-percipient Immortality (Asaññīvāda) - 8 views - Doctrines of Neither Percipient Nor Non-Percipient Immortality (N'evasaññī-nāsaññīvāda) - 8 views - Annihilationism (Ucchedavāda) - 7 views - Doctrines of Nibbāna Here and Now (Diṭṭhadhammanibbānavāda) - 5 views |

《대승의장》 과 《유가사지론》 등에 따르면, 본겁본견(本劫本見)에서 본겁(本劫)은 과거의 시간을 뜻하고, 본견(本見)은  과거에 대해 관찰하여 상견(常見)을 일으키는 것을 말한다. 즉, 본겁본견은 과거에 대한 관찰을 통해 나와 세간이 영원하다[常]는 유형의 결론을 내리고 그것을 주장하는 것을 말한다.
말겁말견(末劫末見)에서 말겁(末劫)은 미래의 시간을 뜻하고, 말견(末見)은  미래에 대해 관찰하여 단견(斷見)을 일으키는 것을 말한다. 즉, 말겁말견은 미래에 대한 관찰을 통해 나와 세간이 영원히 소멸된다[斷]는 유형의 결론을 내리고 그것을 주장하는 것을 말한다.
모든 견해가 과거(전제, 前際)를 관찰하여 가지는 견해와 미래(후제, 後際)를 관찰하여 가지는 견해로 나뉠 뿐 현재를 관찰하여 가지는 견해라는 분류가 없는 것에 대해, 《아비달마대비바사론》 제199권에 따르면,  그 이유는 현재를 기준으로 견해를 분별하는 경우, 현재는 과거의 이후이자 미래의 이전이고 과거의 결과이자 미래의 원인이기 때문에, 결국 과거에 대한 관찰과 미래에 대한 관찰로 나뉘게 되기 때문이다. 또한, 이 때문에, 각 견해를 현재분별견이라고 분류한다면 실제로는 전제분별견인데 현재분별견이라고 하고 실제로는 후제분별견인데 현재분별견이라고 하는 것이 되어 그 분류가 확정되지 않는 상태가 되기 때문이다.

## 상견 단견 분별
| 구분 | 대분류 | 소분류                                | 상견 | 단견 |
| 본겁본견(本劫本見) - 18견 = 18제악견취(十八諸惡見趣) = 전제분별견(前際分別見) = 과거에 관한 18종의 사견 = Speculations about the Past (Pubbantakappika) - 18 views    | 상론(常論) - 4견 = 상견론(常見論) = 변상론(遍常論) = 상주불멸론(常住不滅論) = Eternalism (Sassatavāda)                                                                            | (1) 상론 초견                         | ●    |      |
| 본겁본견(本劫本見) - 18견 = 18제악견취(十八諸惡見趣) = 전제분별견(前際分別見) = 과거에 관한 18종의 사견 = Speculations about the Past (Pubbantakappika) - 18 views    | 상론(常論) - 4견 = 상견론(常見論) = 변상론(遍常論) = 상주불멸론(常住不滅論) = Eternalism (Sassatavāda)                                                                            | (2) 상론 제2견                        | ●    |      |
| 본겁본견(本劫本見) - 18견 = 18제악견취(十八諸惡見趣) = 전제분별견(前際分別見) = 과거에 관한 18종의 사견 = Speculations about the Past (Pubbantakappika) - 18 views    | 상론(常論) - 4견 = 상견론(常見論) = 변상론(遍常論) = 상주불멸론(常住不滅論) = Eternalism (Sassatavāda)                                                                            | (3) 상론 제3견                        | ●    |      |
| 본겁본견(本劫本見) - 18견 = 18제악견취(十八諸惡見趣) = 전제분별견(前際分別見) = 과거에 관한 18종의 사견 = Speculations about the Past (Pubbantakappika) - 18 views    | 상론(常論) - 4견 = 상견론(常見論) = 변상론(遍常論) = 상주불멸론(常住不滅論) = Eternalism (Sassatavāda)                                                                            | (4) 상론 제4견                        | ●    |      |
| 본겁본견(本劫本見) - 18견 = 18제악견취(十八諸惡見趣) = 전제분별견(前際分別見) = 과거에 관한 18종의 사견 = Speculations about the Past (Pubbantakappika) - 18 views    | 역상역무상론(亦常亦無常論) - 4견 = 일분상견론(一分常見論) = 일분상론(一分常論) = 반상반무상론(半常半無常論) = Partial-Eternalism (Ekaccasassatavāda)                              | (5) 역상역무상론 초견                 | ●    |      |
| 본겁본견(本劫本見) - 18견 = 18제악견취(十八諸惡見趣) = 전제분별견(前際分別見) = 과거에 관한 18종의 사견 = Speculations about the Past (Pubbantakappika) - 18 views    | 역상역무상론(亦常亦無常論) - 4견 = 일분상견론(一分常見論) = 일분상론(一分常論) = 반상반무상론(半常半無常論) = Partial-Eternalism (Ekaccasassatavāda)                              | (6) 역상역무상론 제2견                | ●    |      |
| 본겁본견(本劫本見) - 18견 = 18제악견취(十八諸惡見趣) = 전제분별견(前際分別見) = 과거에 관한 18종의 사견 = Speculations about the Past (Pubbantakappika) - 18 views    | 역상역무상론(亦常亦無常論) - 4견 = 일분상견론(一分常見論) = 일분상론(一分常論) = 반상반무상론(半常半無常論) = Partial-Eternalism (Ekaccasassatavāda)                              | (7) 역상역무상론 제3견                | ●    |      |
| 본겁본견(本劫本見) - 18견 = 18제악견취(十八諸惡見趣) = 전제분별견(前際分別見) = 과거에 관한 18종의 사견 = Speculations about the Past (Pubbantakappika) - 18 views    | 역상역무상론(亦常亦無常論) - 4견 = 일분상견론(一分常見論) = 일분상론(一分常論) = 반상반무상론(半常半無常論) = Partial-Eternalism (Ekaccasassatavāda)                              | (8) 역상역무상론 제4견                | ●    |      |
| 본겁본견(本劫本見) - 18견 = 18제악견취(十八諸惡見趣) = 전제분별견(前際分別見) = 과거에 관한 18종의 사견 = Speculations about the Past (Pubbantakappika) - 18 views    | 변무변론(邊無邊論) - 4견 = 유변무변상론(有邊無邊想論) = 유변등론(有邊等論) = 세계유한무한론(世界有限無限論) = Doctrines of the Finitude and Infinity of the World (Antānantavāda) | (9) 변무변론 초견                     |      |      |
| 본겁본견(本劫本見) - 18견 = 18제악견취(十八諸惡見趣) = 전제분별견(前際分別見) = 과거에 관한 18종의 사견 = Speculations about the Past (Pubbantakappika) - 18 views    | 변무변론(邊無邊論) - 4견 = 유변무변상론(有邊無邊想論) = 유변등론(有邊等論) = 세계유한무한론(世界有限無限論) = Doctrines of the Finitude and Infinity of the World (Antānantavāda) | (10) 변무변론 제2견                   |      |      |
| 본겁본견(本劫本見) - 18견 = 18제악견취(十八諸惡見趣) = 전제분별견(前際分別見) = 과거에 관한 18종의 사견 = Speculations about the Past (Pubbantakappika) - 18 views    | 변무변론(邊無邊論) - 4견 = 유변무변상론(有邊無邊想論) = 유변등론(有邊等論) = 세계유한무한론(世界有限無限論) = Doctrines of the Finitude and Infinity of the World (Antānantavāda) | (11) 변무변론 제3견                   |      |      |
| 본겁본견(本劫本見) - 18견 = 18제악견취(十八諸惡見趣) = 전제분별견(前際分別見) = 과거에 관한 18종의 사견 = Speculations about the Past (Pubbantakappika) - 18 views    | 변무변론(邊無邊論) - 4견 = 유변무변상론(有邊無邊想論) = 유변등론(有邊等論) = 세계유한무한론(世界有限無限論) = Doctrines of the Finitude and Infinity of the World (Antānantavāda) | (12) 변무변론 제4견                   |      |      |
| 본겁본견(本劫本見) - 18견 = 18제악견취(十八諸惡見趣) = 전제분별견(前際分別見) = 과거에 관한 18종의 사견 = Speculations about the Past (Pubbantakappika) - 18 views    | 종종론(種種論) - 4견 = 불사교란론(不死矯亂論) = 이문이답론(異問異答論) = Doctrines of Endless Equivocation (Amarāvikkhepavāda)                                                    | (13) 종종론 초견                      |      |      |
| 본겁본견(本劫本見) - 18견 = 18제악견취(十八諸惡見趣) = 전제분별견(前際分別見) = 과거에 관한 18종의 사견 = Speculations about the Past (Pubbantakappika) - 18 views    | 종종론(種種論) - 4견 = 불사교란론(不死矯亂論) = 이문이답론(異問異答論) = Doctrines of Endless Equivocation (Amarāvikkhepavāda)                                                    | (14) 종종론 제2견                     |      |      |
| 본겁본견(本劫本見) - 18견 = 18제악견취(十八諸惡見趣) = 전제분별견(前際分別見) = 과거에 관한 18종의 사견 = Speculations about the Past (Pubbantakappika) - 18 views    | 종종론(種種論) - 4견 = 불사교란론(不死矯亂論) = 이문이답론(異問異答論) = Doctrines of Endless Equivocation (Amarāvikkhepavāda)                                                    | (15) 종종론 제3견                     |      |      |
| 본겁본견(本劫本見) - 18견 = 18제악견취(十八諸惡見趣) = 전제분별견(前際分別見) = 과거에 관한 18종의 사견 = Speculations about the Past (Pubbantakappika) - 18 views    | 종종론(種種論) - 4견 = 불사교란론(不死矯亂論) = 이문이답론(異問異答論) = Doctrines of Endless Equivocation (Amarāvikkhepavāda)                                                    | (16) 종종론 제4견                     |      |      |
| 본겁본견(本劫本見) - 18견 = 18제악견취(十八諸惡見趣) = 전제분별견(前際分別見) = 과거에 관한 18종의 사견 = Speculations about the Past (Pubbantakappika) - 18 views    | 무인이유론(無因而有論) - 2견 = 무인론(無因論) = 무인생론(無因生論) = 본무금유론(本無今有論) = Doctrines of Fortuitous Origination (Adhiccasamuppannavāda)                         | (17) 무인이유론 초견                  |      |      |
| 본겁본견(本劫本見) - 18견 = 18제악견취(十八諸惡見趣) = 전제분별견(前際分別見) = 과거에 관한 18종의 사견 = Speculations about the Past (Pubbantakappika) - 18 views    | 무인이유론(無因而有論) - 2견 = 무인론(無因論) = 무인생론(無因生論) = 본무금유론(本無今有論) = Doctrines of Fortuitous Origination (Adhiccasamuppannavāda)                         | (18) 무인이유론 제2견                 |      |      |
| 말겁말견(末劫末見) - 44견 = 44제악견취(四十四諸惡見趣) = 후제분별견(後際分別見) = 미래에 관한 44종의 사견 = Speculations about the Future (Aparantakappika) - 44 view | 유상론(有想論) - 16견 = 유견상론(有見想論) = 사후유상론(死後有想論) = Doctrines of Percipient Immortality (Saññīvāda)                                                             | (19) 유상론 초견 (제1그룹 1)          | ●    |      |
| 말겁말견(末劫末見) - 44견 = 44제악견취(四十四諸惡見趣) = 후제분별견(後際分別見) = 미래에 관한 44종의 사견 = Speculations about the Future (Aparantakappika) - 44 view | 유상론(有想論) - 16견 = 유견상론(有見想論) = 사후유상론(死後有想論) = Doctrines of Percipient Immortality (Saññīvāda)                                                             | (20) 유상론 제2견 (제1그룹 2)         | ●    |      |
| 말겁말견(末劫末見) - 44견 = 44제악견취(四十四諸惡見趣) = 후제분별견(後際分別見) = 미래에 관한 44종의 사견 = Speculations about the Future (Aparantakappika) - 44 view | 유상론(有想論) - 16견 = 유견상론(有見想論) = 사후유상론(死後有想論) = Doctrines of Percipient Immortality (Saññīvāda)                                                             | (21) 유상론 제3견 (제1그룹 3)         | ●    |      |
| 말겁말견(末劫末見) - 44견 = 44제악견취(四十四諸惡見趣) = 후제분별견(後際分別見) = 미래에 관한 44종의 사견 = Speculations about the Future (Aparantakappika) - 44 view | 유상론(有想論) - 16견 = 유견상론(有見想論) = 사후유상론(死後有想論) = Doctrines of Percipient Immortality (Saññīvāda)                                                             | (22) 유상론 제4견 (제1그룹 4)         | ●    |      |
| 말겁말견(末劫末見) - 44견 = 44제악견취(四十四諸惡見趣) = 후제분별견(後際分別見) = 미래에 관한 44종의 사견 = Speculations about the Future (Aparantakappika) - 44 view | 유상론(有想論) - 16견 = 유견상론(有見想論) = 사후유상론(死後有想論) = Doctrines of Percipient Immortality (Saññīvāda)                                                             | (23) 유상론 제5견 (제2그룹 1)         | ●    |      |
| 말겁말견(末劫末見) - 44견 = 44제악견취(四十四諸惡見趣) = 후제분별견(後際分別見) = 미래에 관한 44종의 사견 = Speculations about the Future (Aparantakappika) - 44 view | 유상론(有想論) - 16견 = 유견상론(有見想論) = 사후유상론(死後有想論) = Doctrines of Percipient Immortality (Saññīvāda)                                                             | (24) 유상론 제6견 (제2그룹 2)         | ●    |      |
| 말겁말견(末劫末見) - 44견 = 44제악견취(四十四諸惡見趣) = 후제분별견(後際分別見) = 미래에 관한 44종의 사견 = Speculations about the Future (Aparantakappika) - 44 view | 유상론(有想論) - 16견 = 유견상론(有見想論) = 사후유상론(死後有想論) = Doctrines of Percipient Immortality (Saññīvāda)                                                             | (25) 유상론 제7견 (제2그룹 3)         | ●    |      |
| 말겁말견(末劫末見) - 44견 = 44제악견취(四十四諸惡見趣) = 후제분별견(後際分別見) = 미래에 관한 44종의 사견 = Speculations about the Future (Aparantakappika) - 44 view | 유상론(有想論) - 16견 = 유견상론(有見想論) = 사후유상론(死後有想論) = Doctrines of Percipient Immortality (Saññīvāda)                                                             | (26) 유상론 제8견 (제2그룹 4)         | ●    |      |
| 말겁말견(末劫末見) - 44견 = 44제악견취(四十四諸惡見趣) = 후제분별견(後際分別見) = 미래에 관한 44종의 사견 = Speculations about the Future (Aparantakappika) - 44 view | 유상론(有想論) - 16견 = 유견상론(有見想論) = 사후유상론(死後有想論) = Doctrines of Percipient Immortality (Saññīvāda)                                                             | (27) 유상론 초견 (제3그룹 1)          | ●    |      |
| 말겁말견(末劫末見) - 44견 = 44제악견취(四十四諸惡見趣) = 후제분별견(後際分別見) = 미래에 관한 44종의 사견 = Speculations about the Future (Aparantakappika) - 44 view | 유상론(有想論) - 16견 = 유견상론(有見想論) = 사후유상론(死後有想論) = Doctrines of Percipient Immortality (Saññīvāda)                                                             | (28) 유상론 제2견 (제3그룹 2)         | ●    |      |
| 말겁말견(末劫末見) - 44견 = 44제악견취(四十四諸惡見趣) = 후제분별견(後際分別見) = 미래에 관한 44종의 사견 = Speculations about the Future (Aparantakappika) - 44 view | 유상론(有想論) - 16견 = 유견상론(有見想論) = 사후유상론(死後有想論) = Doctrines of Percipient Immortality (Saññīvāda)                                                             | (29) 유상론 제3견 (제3그룹 3)         | ●    |      |
| 말겁말견(末劫末見) - 44견 = 44제악견취(四十四諸惡見趣) = 후제분별견(後際分別見) = 미래에 관한 44종의 사견 = Speculations about the Future (Aparantakappika) - 44 view | 유상론(有想論) - 16견 = 유견상론(有見想論) = 사후유상론(死後有想論) = Doctrines of Percipient Immortality (Saññīvāda)                                                             | (30) 유상론 제4견 (제3그룹 4)         | ●    |      |
| 말겁말견(末劫末見) - 44견 = 44제악견취(四十四諸惡見趣) = 후제분별견(後際分別見) = 미래에 관한 44종의 사견 = Speculations about the Future (Aparantakappika) - 44 view | 유상론(有想論) - 16견 = 유견상론(有見想論) = 사후유상론(死後有想論) = Doctrines of Percipient Immortality (Saññīvāda)                                                             | (31) 유상론 제5견 (제4그룹 1)         | ●    |      |
| 말겁말견(末劫末見) - 44견 = 44제악견취(四十四諸惡見趣) = 후제분별견(後際分別見) = 미래에 관한 44종의 사견 = Speculations about the Future (Aparantakappika) - 44 view | 유상론(有想論) - 16견 = 유견상론(有見想論) = 사후유상론(死後有想論) = Doctrines of Percipient Immortality (Saññīvāda)                                                             | (32) 유상론 제6견 (제4그룹 2)         | ●    |      |
| 말겁말견(末劫末見) - 44견 = 44제악견취(四十四諸惡見趣) = 후제분별견(後際分別見) = 미래에 관한 44종의 사견 = Speculations about the Future (Aparantakappika) - 44 view | 유상론(有想論) - 16견 = 유견상론(有見想論) = 사후유상론(死後有想論) = Doctrines of Percipient Immortality (Saññīvāda)                                                             | (33) 유상론 제7견 (제4그룹 3)         | ●    |      |
| 말겁말견(末劫末見) - 44견 = 44제악견취(四十四諸惡見趣) = 후제분별견(後際分別見) = 미래에 관한 44종의 사견 = Speculations about the Future (Aparantakappika) - 44 view | 유상론(有想論) - 16견 = 유견상론(有見想論) = 사후유상론(死後有想論) = Doctrines of Percipient Immortality (Saññīvāda)                                                             | (34) 유상론 제8견 (제4그룹 4)         | ●    |      |
| 말겁말견(末劫末見) - 44견 = 44제악견취(四十四諸惡見趣) = 후제분별견(後際分別見) = 미래에 관한 44종의 사견 = Speculations about the Future (Aparantakappika) - 44 view | 무상론(無想論) - 8견 = 사후무상론(死後無想論) = Doctrines of Non-percipient Immortality (Asaññīvāda)                                                                              | (35) 무상론 초견 (제1그룹 1)          | ●    |      |
| 말겁말견(末劫末見) - 44견 = 44제악견취(四十四諸惡見趣) = 후제분별견(後際分別見) = 미래에 관한 44종의 사견 = Speculations about the Future (Aparantakappika) - 44 view | 무상론(無想論) - 8견 = 사후무상론(死後無想論) = Doctrines of Non-percipient Immortality (Asaññīvāda)                                                                              | (36) 무상론 제2견 (제1그룹 2)         | ●    |      |
| 말겁말견(末劫末見) - 44견 = 44제악견취(四十四諸惡見趣) = 후제분별견(後際分別見) = 미래에 관한 44종의 사견 = Speculations about the Future (Aparantakappika) - 44 view | 무상론(無想論) - 8견 = 사후무상론(死後無想論) = Doctrines of Non-percipient Immortality (Asaññīvāda)                                                                              | (37) 무상론 제3견 (제1그룹 3)         | ●    |      |
| 말겁말견(末劫末見) - 44견 = 44제악견취(四十四諸惡見趣) = 후제분별견(後際分別見) = 미래에 관한 44종의 사견 = Speculations about the Future (Aparantakappika) - 44 view | 무상론(無想論) - 8견 = 사후무상론(死後無想論) = Doctrines of Non-percipient Immortality (Asaññīvāda)                                                                              | (38) 무상론 제4견 (제1그룹 4)         | ●    |      |
| 말겁말견(末劫末見) - 44견 = 44제악견취(四十四諸惡見趣) = 후제분별견(後際分別見) = 미래에 관한 44종의 사견 = Speculations about the Future (Aparantakappika) - 44 view | 무상론(無想論) - 8견 = 사후무상론(死後無想論) = Doctrines of Non-percipient Immortality (Asaññīvāda)                                                                              | (39) 무상론 제5견 (제2그룹 1)         | ●    |      |
| 말겁말견(末劫末見) - 44견 = 44제악견취(四十四諸惡見趣) = 후제분별견(後際分別見) = 미래에 관한 44종의 사견 = Speculations about the Future (Aparantakappika) - 44 view | 무상론(無想論) - 8견 = 사후무상론(死後無想論) = Doctrines of Non-percipient Immortality (Asaññīvāda)                                                                              | (40) 무상론 제6견 (제2그룹 2)         | ●    |      |
| 말겁말견(末劫末見) - 44견 = 44제악견취(四十四諸惡見趣) = 후제분별견(後際分別見) = 미래에 관한 44종의 사견 = Speculations about the Future (Aparantakappika) - 44 view | 무상론(無想論) - 8견 = 사후무상론(死後無想論) = Doctrines of Non-percipient Immortality (Asaññīvāda)                                                                              | (41) 무상론 제7견 (제2그룹 3)         | ●    |      |
| 말겁말견(末劫末見) - 44견 = 44제악견취(四十四諸惡見趣) = 후제분별견(後際分別見) = 미래에 관한 44종의 사견 = Speculations about the Future (Aparantakappika) - 44 view | 무상론(無想論) - 8견 = 사후무상론(死後無想論) = Doctrines of Non-percipient Immortality (Asaññīvāda)                                                                              | (42) 무상론 제8견 (제2그룹 4)         | ●    |      |
| 말겁말견(末劫末見) - 44견 = 44제악견취(四十四諸惡見趣) = 후제분별견(後際分別見) = 미래에 관한 44종의 사견 = Speculations about the Future (Aparantakappika) - 44 view | 비유상비무상론(非有想非無想論) - 8견 = 사후비유상비무상론(死後比喩想非無想論) = Doctrines of Neither Percipient Nor Non-Percipient Immortality (N'evasaññī-nāsaññīvāda)           | (43) 비유상비무상론 초견 (제1그룹 1)  | ●    |      |
| 말겁말견(末劫末見) - 44견 = 44제악견취(四十四諸惡見趣) = 후제분별견(後際分別見) = 미래에 관한 44종의 사견 = Speculations about the Future (Aparantakappika) - 44 view | 비유상비무상론(非有想非無想論) - 8견 = 사후비유상비무상론(死後比喩想非無想論) = Doctrines of Neither Percipient Nor Non-Percipient Immortality (N'evasaññī-nāsaññīvāda)           | (44) 비유상비무상론 제2견 (제1그룹 2) | ●    |      |
| 말겁말견(末劫末見) - 44견 = 44제악견취(四十四諸惡見趣) = 후제분별견(後際分別見) = 미래에 관한 44종의 사견 = Speculations about the Future (Aparantakappika) - 44 view | 비유상비무상론(非有想非無想論) - 8견 = 사후비유상비무상론(死後比喩想非無想論) = Doctrines of Neither Percipient Nor Non-Percipient Immortality (N'evasaññī-nāsaññīvāda)           | (45) 비유상비무상론 제3견 (제1그룹 3) | ●    |      |
| 말겁말견(末劫末見) - 44견 = 44제악견취(四十四諸惡見趣) = 후제분별견(後際分別見) = 미래에 관한 44종의 사견 = Speculations about the Future (Aparantakappika) - 44 view | 비유상비무상론(非有想非無想論) - 8견 = 사후비유상비무상론(死後比喩想非無想論) = Doctrines of Neither Percipient Nor Non-Percipient Immortality (N'evasaññī-nāsaññīvāda)           | (46) 비유상비무상론 제4견 (제1그룹 4) | ●    |      |
| 말겁말견(末劫末見) - 44견 = 44제악견취(四十四諸惡見趣) = 후제분별견(後際分別見) = 미래에 관한 44종의 사견 = Speculations about the Future (Aparantakappika) - 44 view | 비유상비무상론(非有想非無想論) - 8견 = 사후비유상비무상론(死後比喩想非無想論) = Doctrines of Neither Percipient Nor Non-Percipient Immortality (N'evasaññī-nāsaññīvāda)           | (47) 비유상비무상론 제5견 (제2그룹 1) | ●    |      |
| 말겁말견(末劫末見) - 44견 = 44제악견취(四十四諸惡見趣) = 후제분별견(後際分別見) = 미래에 관한 44종의 사견 = Speculations about the Future (Aparantakappika) - 44 view | 비유상비무상론(非有想非無想論) - 8견 = 사후비유상비무상론(死後比喩想非無想論) = Doctrines of Neither Percipient Nor Non-Percipient Immortality (N'evasaññī-nāsaññīvāda)           | (48) 비유상비무상론 제6견 (제2그룹 2) | ●    |      |
| 말겁말견(末劫末見) - 44견 = 44제악견취(四十四諸惡見趣) = 후제분별견(後際分別見) = 미래에 관한 44종의 사견 = Speculations about the Future (Aparantakappika) - 44 view | 비유상비무상론(非有想非無想論) - 8견 = 사후비유상비무상론(死後比喩想非無想論) = Doctrines of Neither Percipient Nor Non-Percipient Immortality (N'evasaññī-nāsaññīvāda)           | (49) 비유상비무상론 제7견 (제2그룹 3) | ●    |      |
| 말겁말견(末劫末見) - 44견 = 44제악견취(四十四諸惡見趣) = 후제분별견(後際分別見) = 미래에 관한 44종의 사견 = Speculations about the Future (Aparantakappika) - 44 view | 비유상비무상론(非有想非無想論) - 8견 = 사후비유상비무상론(死後比喩想非無想論) = Doctrines of Neither Percipient Nor Non-Percipient Immortality (N'evasaññī-nāsaññīvāda)           | (50) 비유상비무상론 제8견 (제2그룹 4) | ●    |      |
| 말겁말견(末劫末見) - 44견 = 44제악견취(四十四諸惡見趣) = 후제분별견(後際分別見) = 미래에 관한 44종의 사견 = Speculations about the Future (Aparantakappika) - 44 view | 단멸론(斷滅論) - 7견 = 단견론(斷見論) = 공무론(空無論) = Annihilationism (Ucchedavāda)                                                                                            | (51) 단멸론 초견                      |      | ●    |
| 말겁말견(末劫末見) - 44견 = 44제악견취(四十四諸惡見趣) = 후제분별견(後際分別見) = 미래에 관한 44종의 사견 = Speculations about the Future (Aparantakappika) - 44 view | 단멸론(斷滅論) - 7견 = 단견론(斷見論) = 공무론(空無論) = Annihilationism (Ucchedavāda)                                                                                            | (52) 단멸론 제2견                     |      | ●    |
| 말겁말견(末劫末見) - 44견 = 44제악견취(四十四諸惡見趣) = 후제분별견(後際分別見) = 미래에 관한 44종의 사견 = Speculations about the Future (Aparantakappika) - 44 view | 단멸론(斷滅論) - 7견 = 단견론(斷見論) = 공무론(空無論) = Annihilationism (Ucchedavāda)                                                                                            | (53) 단멸론 제3견                     |      | ●    |
| 말겁말견(末劫末見) - 44견 = 44제악견취(四十四諸惡見趣) = 후제분별견(後際分別見) = 미래에 관한 44종의 사견 = Speculations about the Future (Aparantakappika) - 44 view | 단멸론(斷滅論) - 7견 = 단견론(斷見論) = 공무론(空無論) = Annihilationism (Ucchedavāda)                                                                                            | (54) 단멸론 제4견                     |      | ●    |
| 말겁말견(末劫末見) - 44견 = 44제악견취(四十四諸惡見趣) = 후제분별견(後際分別見) = 미래에 관한 44종의 사견 = Speculations about the Future (Aparantakappika) - 44 view | 단멸론(斷滅論) - 7견 = 단견론(斷見論) = 공무론(空無論) = Annihilationism (Ucchedavāda)                                                                                            | (55) 단멸론 제5견                     |      | ●    |
| 말겁말견(末劫末見) - 44견 = 44제악견취(四十四諸惡見趣) = 후제분별견(後際分別見) = 미래에 관한 44종의 사견 = Speculations about the Future (Aparantakappika) - 44 view | 단멸론(斷滅論) - 7견 = 단견론(斷見論) = 공무론(空無論) = Annihilationism (Ucchedavāda)                                                                                            | (56) 단멸론 제6견                     |      | ●    |
| 말겁말견(末劫末見) - 44견 = 44제악견취(四十四諸惡見趣) = 후제분별견(後際分別見) = 미래에 관한 44종의 사견 = Speculations about the Future (Aparantakappika) - 44 view | 단멸론(斷滅論) - 7견 = 단견론(斷見論) = 공무론(空無論) = Annihilationism (Ucchedavāda)                                                                                            | (57) 단멸론 제7견                     |      | ●    |
| 말겁말견(末劫末見) - 44견 = 44제악견취(四十四諸惡見趣) = 후제분별견(後際分別見) = 미래에 관한 44종의 사견 = Speculations about the Future (Aparantakappika) - 44 view | 현재니원론(現在泥洹論) - 5견 = 현법열반론(現法涅槃論) = 현재득무위론(現在得無爲論) = Doctrines of Nibbāna Here and Now (Diṭṭhadhammanibbānavāda)                                  | (58) 현재니원론 초견                  |      |      |
| 말겁말견(末劫末見) - 44견 = 44제악견취(四十四諸惡見趣) = 후제분별견(後際分別見) = 미래에 관한 44종의 사견 = Speculations about the Future (Aparantakappika) - 44 view | 현재니원론(現在泥洹論) - 5견 = 현법열반론(現法涅槃論) = 현재득무위론(現在得無爲論) = Doctrines of Nibbāna Here and Now (Diṭṭhadhammanibbānavāda)                                  | (59) 현재니원론 제2견                 |      |      |
| 말겁말견(末劫末見) - 44견 = 44제악견취(四十四諸惡見趣) = 후제분별견(後際分別見) = 미래에 관한 44종의 사견 = Speculations about the Future (Aparantakappika) - 44 view | 현재니원론(現在泥洹論) - 5견 = 현법열반론(現法涅槃論) = 현재득무위론(現在得無爲論) = Doctrines of Nibbāna Here and Now (Diṭṭhadhammanibbānavāda)                                  | (60) 현재니원론 제3견                 |      |      |
| 말겁말견(末劫末見) - 44견 = 44제악견취(四十四諸惡見趣) = 후제분별견(後際分別見) = 미래에 관한 44종의 사견 = Speculations about the Future (Aparantakappika) - 44 view | 현재니원론(現在泥洹論) - 5견 = 현법열반론(現法涅槃論) = 현재득무위론(現在得無爲論) = Doctrines of Nibbāna Here and Now (Diṭṭhadhammanibbānavāda)                                  | (61) 현재니원론 제4견                 |      |      |
| 말겁말견(末劫末見) - 44견 = 44제악견취(四十四諸惡見趣) = 후제분별견(後際分別見) = 미래에 관한 44종의 사견 = Speculations about the Future (Aparantakappika) - 44 view | 현재니원론(現在泥洹論) - 5견 = 현법열반론(現法涅槃論) = 현재득무위론(現在得無爲論) = Doctrines of Nibbāna Here and Now (Diṭṭhadhammanibbānavāda)                                  | (62) 현재니원론 제5견                 |      |      |
| 합계 2 | 10 | 62                                    | 40   | 7    |

## 같이 보기
- 범동경
- 범망경 (상좌부)
- 14무기
- 나 (불교)

## 참고 문헌
- 고려대장경연구소. 《고려대장경 경전검색》. 고려대장경 지식베이스 / (사)장경도량 고려대장경연구소. 2017년 8월 29일에 원본 문서에서 보존된 문서. 2017년 9월 10일에 확인함.
- 고려대장경연구소. 《고려대장경 전자 불교용어사전》. 고려대장경 지식베이스 / (사)장경도량 고려대장경연구소. 2013년 6월 4일에 원본 문서에서 보존된 문서. 2017년 9월 10일에 확인함.
- 곽철환 (2003). 《시공 불교사전》. 시공사 / 네이버 지식백과.
- 불타야사·축불념 한역, 번역자 미상 (K.647, T.1). 《장아함경》. 한글대장경 검색시스템 - 전자불전연구소 / 동국역경원. K.647(17-815), T.1(1-1). [깨진 링크(과거 내용 찾기)]
- 지겸 한역, 최민자 번역 (K.659, T.21). 《불설범망육십이견경》. 한글대장경 검색시스템 - 전자불전연구소 / 동국역경원. K.659(19-253), T.21(1-264). [깨진 링크(과거 내용 찾기)]
- (영어) Bhikkhu Bodhi (2010). 《Brahmajāla Sutta: The All-embracing Net of Views》.
- (영어) DDB. 《Digital Dictionary of Buddhism (電子佛教辭典)》. Edited by A. Charles Muller.
- (중국어) 佛門網. 《佛學辭典(불학사전)》. 2015년 3월 17일에 원본 문서에서 보존된 문서. 2013년 6월 7일에 확인함.
- (중국어) 星雲. 《佛光大辭典(불광대사전)》 3판. 2011년 3월 19일에 원본 문서에서 보존된 문서. 2011년 3월 19일에 확인함.
- (중국어) 불타야사·축불념 한역 (T01n0001). 《장아함경(長阿含經)》. 대정신수대장경. T1, No. 1, CBETA. 2016년 3월 4일에 원본 문서에서 보존된 문서. 2017년 9월 8일에 확인함.
- (중국어) 지겸 한역 (T01n0021). 《불설범망육십이견경(佛說梵網六十二見經)》. 대정신수대장경. T1, No. 21, CBETA. [깨진 링크(과거 내용 찾기)]